# 松方弘樹の名奉行金さん2009
『松方弘樹の名奉行金さん2009』（まつかたひろきのめいぶぎょうきんさんにせんきゅう）は、日本のオリジナルビデオ作品である。江戸町奉行・遠山金四郎の活躍を描く。
GPミュージアムから2009年9月25日発売が予定されていたが、諸般の事情により発売中止となった。
また、本作の映像の一部は2010年に発売されたパチンコ機『CR松方弘樹の名奉行金さん』（サンセイアールアンドディ）に流用されている。

## スタッフ
- 監督：松方弘樹
- 脚本：高田宏治
- 監修：曽根晴美

## 出演者
- 松方弘樹（遠山金四郎役）
- 川野太郎
- 生稲晃子
- 照英
- 志賀勝
- 川本淳一
- 三代目 大川竜之助
- 曽根悠多
- 中丸シオン
- 小沢和義
- 原口剛
- 外山高士
- 曽根晴美
- 江原真二郎

## 権利をめぐる争い
本作の映像を収録した『CR松方弘樹の名奉行金さん』が著作権を侵害しているとして、『遠山の金さん』シリーズの著作権を持つ東映と、同作品をパチンコ化した大一商会が、『CR松方弘樹の名奉行金さん』を販売したサンセイアールアンドディを訴えた。このうち大一商会は訴えを取り下げたものの、2011年6月17日に東京地方裁判所は東映の訴えの一部を認め、著作権を侵害している映像が含まれる演出制御基盤の提供・交換を禁ずる仮処分命令を下した。ただし、その後2013年1月27日までに各都道府県の公安委員会による検定の有効期間が全て終了し補修部品を廃棄したため、差止請求は免れることができたものの、本訴では著作権、商標権侵害に基づく損害の賠償として約7億3000万円余りの支払いを命じる判決が下った。なお、その後知財高裁において和解が成立している。
パチンコ台に関し「名奉行金さん」についてはサンセイアールアンドディが商標権を取得していたが（登録番号第5202737号）、東映が商標登録無効の審判を請求し認められた（無効2009-890079号）。一方、サンセイアールアンドディ、第一通信社は東映側が持つ「遠山の金さん」の商標登録（登録番号第4700298号）を無効にしようとしていたが（無効2012-890075号）、2014年12月26日に棄却され認められなかった。